# Herb gminy Zębowice
Herb gminy Zębowice – jeden z symboli gminy Zębowice, ustanowiony 25 lipca 1997.

## Wygląd i symbolika
Herb przedstawia na tarczy dzielonej w rosochę (nawiązującej budową do herbu Rzeczypospolitej podczas powstania styczniowego oraz do herbu Breza) w pierwszym złotym polu czarny pień drzewa z zielonymi liśćmi, przedzielony wstęgami srebrnymi, błękitnymi i zieloną; w polu drugim, również złotym, czerwony dzwon z czarnym obrysem, a w środku niego drugi, mniejszy dzwon; w polu trzecim koloru błękitnego złoto-czerwoną monstrancję. Na styku pól umieszczono herb Topór. Nad tarczą umieszczono dodatkowo świętą Annę z Maryją, spoglądającą na wstęgę, a wokół tarczy czerwoną wstęgę z napisem „GMINA • ZĘBOWICE • GMINA”.